# Mi corazón en los días grises
Mi corazón en los días grises es una novela de debut para jóvenes adultos de la autora estadounidense Jasmine Warga. Fue publicado por HarperCollins y lanzado el 17 de febrero de 2015.

## Argumento
Aysel Seran es un turco-estadounidense de dieciséis años que vive en Kentucky. Varios años antes, su padre fue condenado por el asesinato de Timothy Jackson, un aspirante a deportista olímpico adolescente, y ella no lo ha visto ni se ha puesto en contacto con él desde entonces. En la escuela es una marginada ya que el delito de su padre es de conocimiento público y tiene una relación tensa con su madre y su padrastro, con quienes vive desde su encarcelamiento.
Aysel fantasea con suicidarse, pero duda que tenga la determinación de seguir adelante. Un día, en su trabajo como vendedora telefónica, está navegando en un sitio web que busca personas para pactos suicidas. cuando encuentra una publicación del usuario FrozenRobot que vive en una ciudad cercana. Ella le envía un mensaje y acuerdan encontrarse en el puesto de cerveza de raíz entre sus dos ciudades. Dos días después, Aysel se encuentra con FrozenRobot (en realidad un chico de diecisiete años llamado Roman) quien insiste en que su suicidio conjunto debe tener lugar el 7 de abril. Comparten una comida juntos. Aysel observa que, según todas las apariencias, Roman es atractivo y popular. entre sus compañeros y ella se pregunta qué motivo tiene para suicidarse. También descubre que solía jugar baloncesto con Brian Jackson, el hermano menor de Timothy está siguiendo sus pasos como estrella del deporte. Aysel lleva a Roman de regreso a su casa, donde se entera de que sus padres son conscientes de que él tiene tendencias suicidas y, como resultado, lo vigilan de cerca y le han quitado los privilegios de conducir a su terapeuta.
En la escuela, Aysel se empareja con su reacio compañero de clase Tyler Bowen para trabajar en un proyecto de fotografía. El fin de semana siguiente, Aysel se encuentra con Roman en un parque infantil de su ciudad, donde le cuenta la razón por la que quería suicidarse: mientras sus padres estaban fuera de casa, la hermana de Roman, Madison, de nueve años, se ahogó después de sufrir un ataque en la bañera, que él No escucho porque estaba teniendo sexo con una novia. Culpándose a sí mismo por su muerte, Roman se separó de sus amigos y familiares. Posteriormente, Aysel y Roman planean saltar juntos desde un acantilado al río Ohio el 7 de abril, que marcará el primer aniversario de la muerte de Maddie. Mientras tanto, Roman explica que necesita que su madre crea que se está acercando a Aysel para que le permita ir con ella sin supervisión en esa cita.
Aysel se reúne con Tyler para delinear su proyecto fotográfico y decide ir al zoológico a tomar fotografías de animales. Tyler ve un dibujo de palo de un hangman en el cuaderno de Aysel, lo que le hizo sospechar que ella es suicida. Más tarde, en la casa de Roman, Aysel nota su talento para el dibujo (un pasatiempo que tomó después de la muerte de Maddie) y espontáneamente le pide ir al zoológico con ella y Tyler. Al día siguiente, los tres y la media hermana de catorce años de Aysel, Georgia, van al zoológico. Después de que Roman nota las diferencias físicas y personales entre las hermanas, Aysel confiesa que su padre es la razón por la que quiere suicidarse, pero no revela más por temor a que la odie por su propia conexión con Brian Jackson. Aysel también decide de repente que quiere ver a su padre una vez más antes de morir y Roman promete que la ayudará.
Más tarde, Aysel busca en el estudio de su madre y encuentra un sobre con la dirección del Centro Correccional McGreavy. Después de invitar a Roman al carnaval de su ciudad, planean una visita a su padre y Roman admite que disfruta pasar tiempo con ella. El sábado, Aysel conduce a la casa de Roman para recogerlo y su madre le dice que él ha expresado felicidad con más frecuencia desde que la conoció. Conducen a la prisión y se enteran de que el padre de Aysel ha sido trasladado a un hospital psiquiátrico. Pasando la noche acampando en el bosque, Roman la besa pero afirma que cualquier felicidad que se den el uno al otro es temporal y no pueden dejar que eso les impida saltar juntos el 7 de abril. Aysel en privado comienza a reconsiderar si los problemas en su vida son reparables y se quedan dormidos juntos.
A la mañana siguiente, Aysel ve un retrato que Roman hizo de sus notas que parece más fuerte y esperanzador de lo que ella se ve a sí misma. Desayunan en un restaurante y hablan sobre lo que teóricamente harían con sus vidas después del 7 de abril. Aysel finalmente admite que su padre mató a Timothy Jackson (algo que Roman ya sospechaba) y revela la historia completa detrás de su crimen: su padre, dueño de una tienda de conveniencia, se volvió paranoico de que sus clientes le estuvieran robando. Un día, Timothy y sus amigos entraron en la tienda y comenzaron a enemistarse juvenilmente con el padre de Aysel, y posteriormente golpeó a Timothy hasta matarlo con un bate de béisbol. Al escuchar la historia, Roman le dice a Aysel que ella no está destinada a ser como su padre y que está bien que lo extrañe.
El 1 de abril, Aysel llama al hospital psiquiátrico donde se aloja su padre, pero se entera de que, dado que es menor de edad, no puede programar una visita con él sin el consentimiento de un tutor. Finalmente habla con su madre sobre sus sentimientos de depresión y acepta ser honesta con ella, abriendo también la puerta para contactar a su padre nuevamente. El 3 de abril, Aysel comienza a planificar su futuro solicitando un programa de becas de verano.
Al día siguiente, Aysel conduce a la casa de Roman para tratar de convencerlo de que viva. Su madre le dice que le dio permiso para llevar el coche familiar a verla y Aysel se da cuenta de que Roman está intentando suicidarse sin ella. Ella y su madre finalmente lo encuentran en el auto llenando el garaje separado con escape, pero lograron salvarlo antes de que se asfixie.
Al día siguiente, Aysel visita a Roman en el hospital. Él le dice que sabía que ella realmente no quería morir y sintió que seguir adelante con su pacto también se habría sentido como matarla, pero él mismo siente demasiado dolor para continuar. Aysel le dice que está enamorada de él y cree que se merece vivir. El 7 de abril, Aysel visita de nuevo a Roman y le presentan a su nuevo terapeuta. Roman le pide que visite la tumba de Maddie con él cuando salga. Él pregunta por qué ella no se ha rendido con él y ella dice que quiere que se vea a sí mismo de la forma en que ella lo ve. Roman la besa de nuevo y le dice que intentará perdonarse a sí mismo y empezará a buscar razones para vivir.

## Inspiración
La autora, Jasmine Warga, escribió la novela después de la muerte de un amigo cercano. Quería dar voz a los sentimientos de depresión y aislamiento. Ella declaró en una entrevista con la revista Interview, "Aysel fue un recipiente para mí para abordar preguntas sobre el demonio de la depresión, el dolor y el poder salvador supremo del amor y la conexión humana".

## Adaptación

### Película
El 18 de marzo de 2015, Paramount Pictures adquirió la película adaptando los derechos de la novela para la producción de Anonymous Content.